# Adenilato chinasi

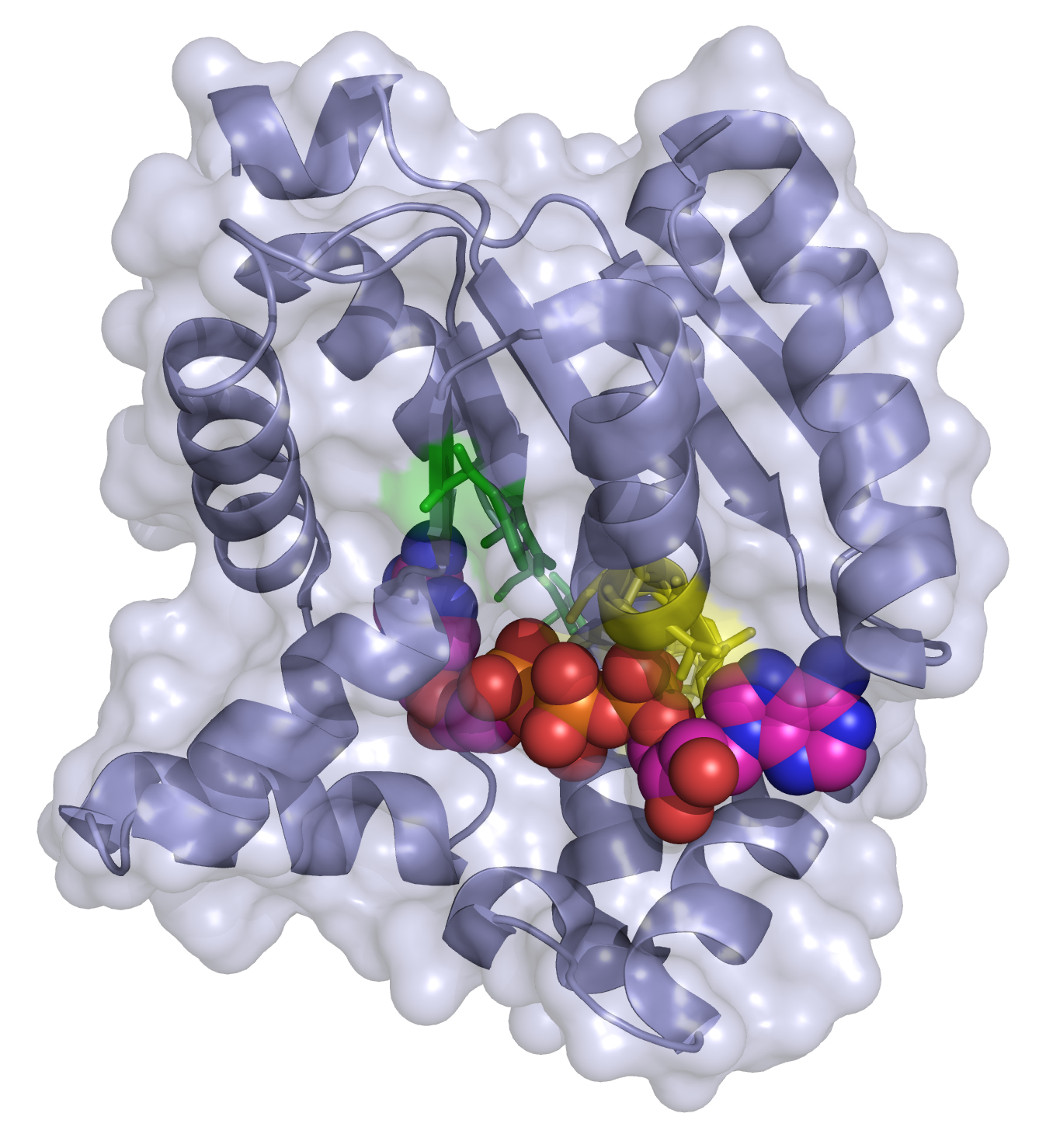
Un modello 3d di 'adenilato chinasi con legate due molecole di ADP. Centro catalitico è colorato in giallo, il sito di legame DELL'ATP in verde

L'adenilato chinasi (numero EC 2.7.4.3) (anche conosciuta come ADK o miochinasi) è un enzima fosfotransferasi che catalizza l'interconversione dei nucleotidi di adenina e svolge un ruolo importante nell'omeostasi e nel metabolismo energetico.

## Substrati e prodotti
La reazione catalizzata dall'enzima è:
2 ADP ⇔ ATP + AMP
La costante di equilibrio varia con le condizioni, ma è vicina a 1. Quindi il ΔGo di questa reazione è vicino allo zero. Nel muscolo di molte specie di vertebrati ed invertebrati è la concentrazione di ATP è tipicamente 7-10 volte quella dell'ADP, ed in genere più di cento volte superiore a quella dell'AMP.
La disponibilità di ADP regola la fosforilazione ossidativa. Quindi il mitocondrio tenta di mantenere i livelli di ATP a causa della combinata azione dell'adenilato chinasi e della fosforilazione ossidativa.